# Zotes del Páramo
Zotes del Páramo – gmina w Hiszpanii, w prowincji León, w Kastylii i León, o powierzchni 53,94 km². W 2011 roku gmina liczyła 485 mieszkańców.